# José Luis Navarro del Valle
José Luis Navarro del Valle  (Aranjuez, España, 27 de mayo de 1936-Córdoba (España), 13 de enero de 2020) fue un futbolista español que se desempeñaba como defensa.

## Trayectoria
Jugó en el equipo de su localidad natal y con solo dieciocho años fichó por el Córdoba Club de Fútbol, equipo en el que se establece durante dieciséis años, jugando en tercera, segunda y primera división. Con 317 partidos jugados, tiene el récord de participaciones en el equipo cordobés.
Falleció a los ochenta y tres años en el Hospital Reina Sofía de la capital cordobesa, tras no poder superar diversas complicaciones derivadas de una operación de un tumor hepático que se le había realizado poco tiempo antes.

## Clubes
| Club                   | País   | Año       |
| ---------------------- | ------ | --------- |
| Córdoba Club de Fútbol | España | 1954-1970 |